# Tectella
Tectella es un género de hongo de la familia Mycenaceae. El género está ampliamente distribuido en los climas templados de las regiones de América del Norte, contiene tres especies.